# Dutch International 2022
Die Dutch International 2022 im Badminton fanden vom 13. bis zum 16. April 2022 in Wateringen statt. Es war die 21. Austragung der Titelkämpfe.

## Austragungsort
- Velohal, Noordweg 26

## Sieger und Platzierte
| Disziplin    | Gold                         | Silber                       | Bronze                            |
| ------------ | ---------------------------- | ---------------------------- | --------------------------------- |
| Herreneinzel | Magnus Johannesen            | Firman Abdul Kholik          | Julien Carraggi                   |
| Herreneinzel | Magnus Johannesen            | Firman Abdul Kholik          | Joran Kweekel                     |
| Dameneinzel  | Myisha Mohd Khairul          | Siti Nurshuhaini             | Abigail Holden                    |
| Dameneinzel  | Myisha Mohd Khairul          | Siti Nurshuhaini             | Yeung Sum Yee                     |
| Herrendoppel | Rasmus Kjær Frederik Søgaard | Alex Green Jonty Russ        | Chua Yue Chern William Jones      |
| Herrendoppel | Rasmus Kjær Frederik Søgaard | Alex Green Jonty Russ        | Law Cheuk Him Lee Chun Hei        |
| Damendoppel  | Ng Tsz Yau Tsang Hiu Yan     | Yeung Nga Ting Yeung Pui Lam | Amalie Cecilie Kudsk Signe Schulz |
| Damendoppel  | Ng Tsz Yau Tsang Hiu Yan     | Yeung Nga Ting Yeung Pui Lam | Flavie Vallet Emilie Vercelot     |
| Mixed        | Lee Chun Hei Ng Tsz Yau      | Jesper Toft Clara Graversen  | Law Cheuk Him Yeung Nga Ting      |
| Mixed        | Lee Chun Hei Ng Tsz Yau      | Jesper Toft Clara Graversen  | Yeung Ming Nok Yeung Pui Lam      |